# Hólmar Örn Eyjólfsson
Hólmar Örn Eyjólfsson (Sauðárkrókur, 6 de agosto de 1990) es un futbolista islandés que juega en la demarcación de defensa para el Valur Reykjavík de la Úrvalsdeild Karla.

## Selección nacional
Tras jugar en la sub-17, en la sub-19 y en la sub-21, finalmente el 30 de mayo de 2012 hizo su debut con la selección absoluta en un encuentro amistoso contra Suecia que finalizó con un resultado de 3-2 a favor del combinado sueco tras los goles de Zlatan Ibrahimović, Ola Toivonen y de Christian Wilhelmsson para Suecia, y de Kolbeinn Sigþórsson y de Hallgrímur Jónasson para Islandia. El 11 de mayo de 2018 fue elegido por el seleccionador Heimir Hallgrímsson para el equipo que disputaría el mundial.

### Goles internacionales
| # | Fecha               | Estadio                                             | Oponente  | Gol | Resultado | Competición |
| - | ------------------- | --------------------------------------------------- | --------- | --- | --------- | ----------- |
| 1 | 11 de enero de 2018 | Estadio Maguwoharjo, Sleman, Indonesia              | Indonesia | 0-6 | 0-6       | Amistoso    |
| 2 | 15 de enero de 2020 | Championship Soccer Stadium, Irvine, Estados Unidos | Canadá    | 0-1 | 0-1       | Amistoso    |

## Clubes
| Club                           | País       | Año       | Partidos | Goles |
| ------------------------------ | ---------- | --------- | -------- | ----- |
| HK                             | Islandia   | 2007-2008 | 21       | 0     |
| West Ham United F. C.          | Inglaterra | 2008-2009 | 0        | 0     |
| Cheltenham Town F. C. (cedido) | Inglaterra | 2009      | 4        | 0     |
| K. S. V. Roeselare (cedido)    | Bélgica    | 2010      | 16       | 0     |
| VfL Bochum II                  | Alemania   | 2011-2013 | 9        | 0     |
| VfL Bochum                     | Alemania   | 2011-2014 | 49       | 1     |
| Rosenborg BK                   | Noruega    | 2014-2016 | 93       | 5     |
| Maccabi Haifa F. C.            | Israel     | 2017      | 16       | 0     |
| PFC Levski Sofia               | Bulgaria   | 2017-2020 | 71       | 6     |
| Rosenborg BK                   | Noruega    | 2020-2022 | 34       | 3     |
| Valur Reykjavík                | Islandia   | 2022-     | 11       | 1     |